# Riuscirà l'avvocato Franco Benenato a sconfiggere il suo acerrimo nemico il pretore Ciccio De Ingras?
Pour plus de détails, voir Fiche technique et Distribution.
Riuscirà l'avvocato Franco Benenato a sconfiggere il suo acerrimo nemico il pretore Ciccio De Ingras? est une comédie italienne réalisée par Giovanni Veronesi et sortie en 1971.

## Synopsis
Rome. L'avocat Franco Benenato et le juge Ciccio De Ingras sont toujours en conflit. D'ailleurs, le juge De Ingras pense que ses maux de foie sont dus aux manœuvres de l'avocat Benenato pour faire acquitter ses clients. Dans la scène finale, à l'intérieur d'une voiture, en proie à un cauchemar, le juge tente d'étrangler l'avocat Benenato, le préteur reprend conscience, laisse l'avocat sortir pour faire pipi, puis l'abandonne dans la campagne.

## Fiche technique
- Titre original italien : Riuscirà l'avvocato Franco Benenato a sconfiggere il suo acerrimo nemico il pretore Ciccio De Ingras?[1] (litt. « L'avocat Franco Benenato pourra-t-il vaincre son ennemi juré, le juge Ciccio De Ingras ? »)
- Réalisation : Mino Guerrini
- Scénario : Mino Guerrini, Amedeo Sollazzo (it), Vittorio Vighi (it)
- Photographie : Sergio D'Offizi (it)
- Montage : Amedeo Giomini
- Musique : Lallo Gori
- Décors : Riccardo Domenici (it)
- Société de production : Italian International Film (it) - Transeuropa Film
- Format : couleurs - son mono - 35 mm
- Pays de production :  Italie
- Langue originale : italien
- Durée : 88 minutes
- Genre : comédie
- Date de sortie :
  - Italie : 19 août 1971

## Distribution
- Franco Franchi : l'avocat Franco Benenato / le procureur
- Ciccio Ingrassia : le juge Ciccio De Ingras
- Lino Banfi : le greffier
- Francesco Mulè : le sénateur
- Memmo Carotenuto : Romolo Ligatti
- Franca Sciutto
- Gillian Bray
- Patricia Reed
- Ignazio Leone
- Nuccia Belletti
- Fredo Pistoni
- Gino Pagnani : lui-même
- Eugenio Galadini
- Renato Malavasi
- Adriana Giuffrè
- Antonio Monselesan
- Vito Pecori
- Marco Tulli
- Dante Cleri
- Enrico Marciani
- Ennio Antonelli
- Aldo Sala
- Marta Casaretti
- Mario Nonni
- Marcella Mariotti
- Saverio Mosca
- Antonio Casale : Salvatore Pannocchia
- Riccardo Baldazzi
- Salvatore Carrara
- Giovanni Cori
- Paolo Sceusan : Calogero La Capra

## Production
Le film est tourné à Rome.